# Schloss Reichertshausen

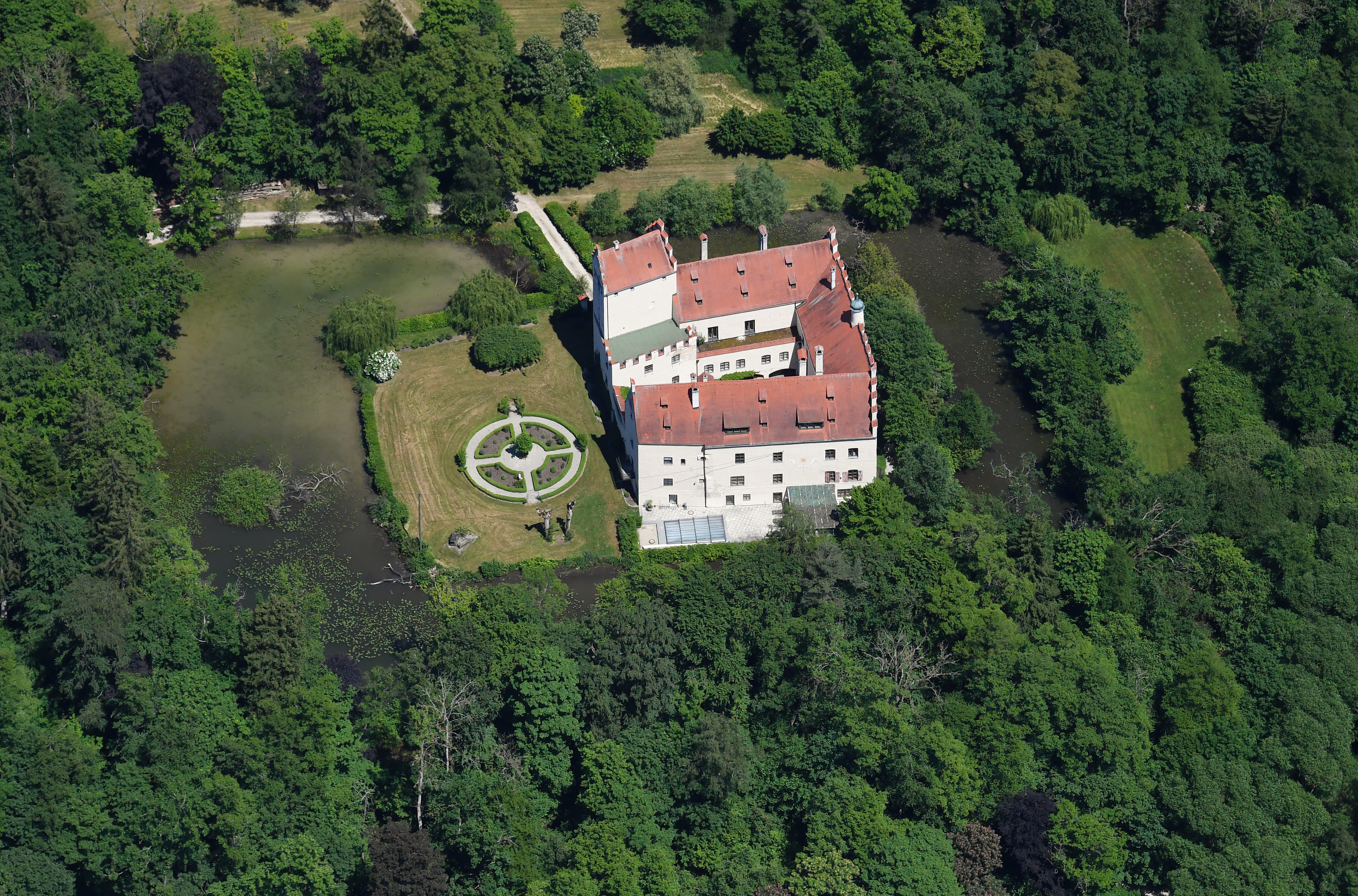
Schloss Reichertshausen von Südwesten aus der Luft gesehen

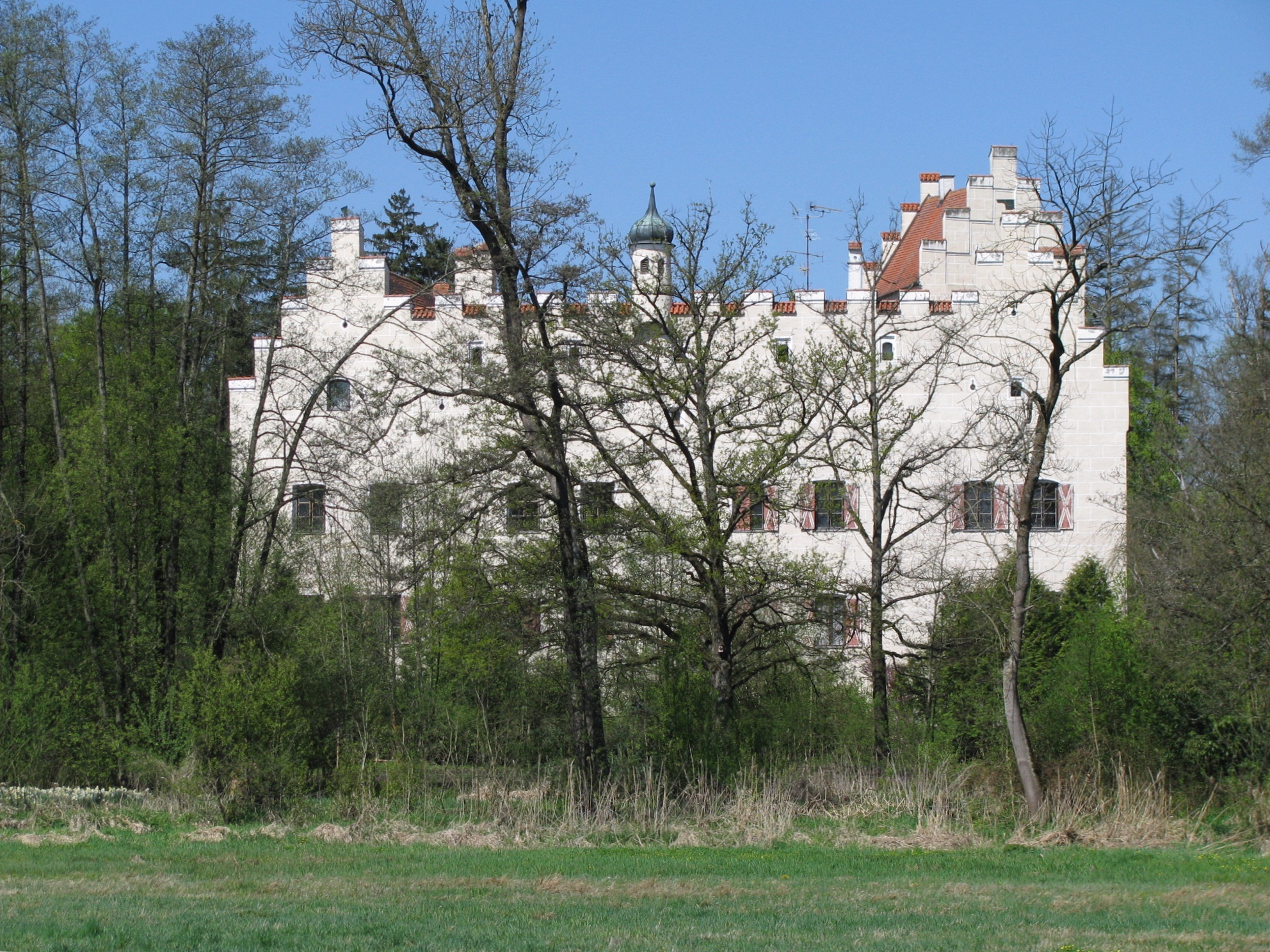
Schloss Reichertshausen

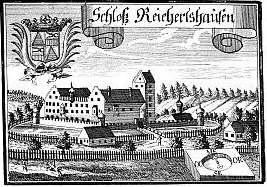
Schloss Reichertshausen nach einem Stich von Michael Wening (1721)

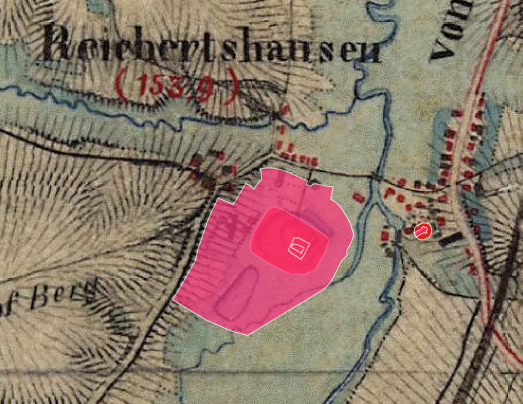
Lageplan von Schloss Reichertshausen auf dem Urkataster von Bayern

Das Schloss Reichertshausen befindet sich im oberbayerischen Reichertshausen, Landkreis Pfaffenhofen an der Ilm, es liegt 250 m westlich der Pfarrkirche St. Stephan. Als Hofmarkschloss war es Herrensitz der geschlossenen Hofmark Reichertshausen. Die Anlage ist unter der Aktennummer D-1-86-146-2 als Baudenkmal verzeichnet. „Mittelalterliche und frühneuzeitliche Befunde im Bereich des Wasserschlosses in Reichertshausen“ werden zudem als Bodendenkmal unter der Aktennummer D-1-7535-0070 geführt.

## Geschichte
Reichertshausen wird erstmals 779 erwähnt, als eine Frau von Toza ein Bethaus errichten ließ. Als nächste Herren auf Reichertshausen wird 1060 das Geschlecht der Babenberger nachgewiesen. In der Folge nannten sich die Schlossbesitzer von Richershusen.
1334 wurden Schloss und Besitzungen an Ludwig Pütrich, einem Münchner Bürger, verkauft. 1347 erhielt dieser von Kaiser Ludwig dem Bayern die geschlossenen Hofmarksrechte.
In zwei Schritten, 1497 und 1502, wurde der Besitz an Hans von Pfeffenhausen verkauft. Nächste Eigentümer waren ab 1607 die Freiherren von Weichs. Durch Heirat kam die Hofmark 1840 schließlich an die Familie von Cetto, in deren Besitz es noch heute ist.

## Baubeschreibung
Die ältesten Teile von Schloss Reichertshausen stammen aus der Zeit um 1100 und wurden im 16. Jahrhundert von den Herren von Pfeffenhausen im spätgotischen Stil umgebaut. Während des Dreißigjährigen Kriegs wurde das Schloss zerstört, aber mit einer Mauer und dem Graben als Wasserschloss wieder aufgebaut.
Das Schloss Reichertshausen ist als Dreiflügelanlage angelegt. Durch Begrenzung der vierten Seite durch eine Mauer wurde ein Innenhof umfasst. Bei einer Renovierung Ende der 1970er-Jahre wurden gotische Fresken freigelegt. Joseph von Weichs ließ im Jahr 1714 die Schlosskapelle der 14 Heiligen mit Kapellensaal errichten.
Unmittelbar neben dem weitläufigen Schlosspark im englischen Stil liegt der Golfclub Schloss Reichertshausen sowie die direkt angrenzende Reitanlage Schloß Reichertshausen.

## Heutige Nutzung
Der größte Teil des Schlosses wird von der Familie von Cetto bewohnt. Andere Teile werden für Konzerte genutzt und für Veranstaltungen vermietet.